# Дзвінець Борбаша
Дзвінець Борбаша (Rhinanthus borbasii) — вид трав'янистих рослин родини вовчкові (Orobanchaceae), поширений у центральній і південно-східній Європі. В Україні зростає підвид Rhinanthus borbasii subsp. songaricus під назвою дзвінець джунгарський (Rhinanthus songaricus).

## Опис
Стебла до 60 см заввишки. Листки зубчасті. Квітки жовті завдовжки ≈ 20 мм. Плід — коробочка.

## Поширення
Поширений у центральній і південно-східній Європі.
В Україні зростає на засолених луках і солончаках — у Степу (Херсонська обл., Олешківські піски) і Криму, рідко.